# Markos Geneti

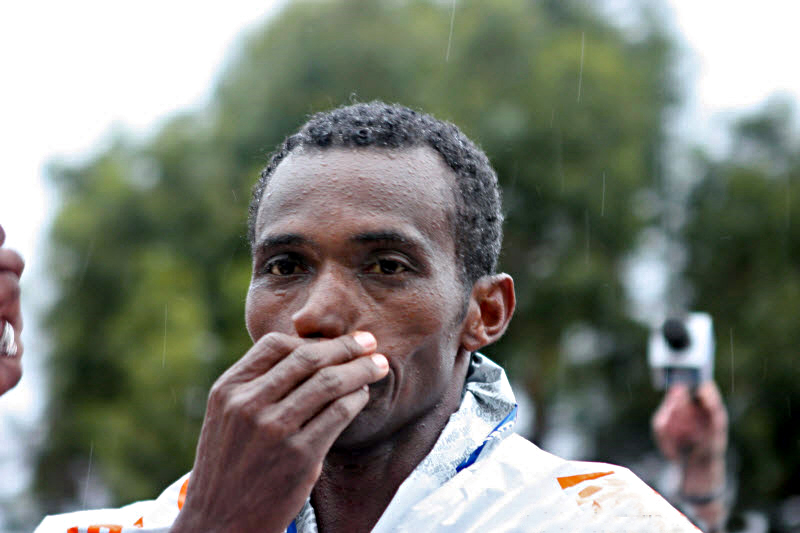
Geneti beim Los-Angeles-Marathon 2011

Markos Geneti (auch Markos Geneti Guteta; * 7. Juni 1984 oder 30. Mai 1984 in Wollega) ist ein äthiopischer Langstreckenläufer.
Geneti wurde 2001 in Debrecen Jugendweltmeister im 3000-Meter-Lauf und 2002 Zweiter im 5000-Meter-Lauf bei den Leichtathletik-Juniorenweltmeisterschaften in Kingston. Ebenfalls den zweiten Rang über 5000 Meter erreichte er bei den Afro-Asiatischen Spielen 2003 in Hyderabad hinter seinem Landsmann Hailu Mekonnen. Bei den Leichtathletik-Hallenweltmeisterschaften 2004 in Budapest gewann er die Bronzemedaille im 3000-Meter-Lauf. Im selben Jahr belegte er über diese Distanz beim Leichtathletik-Weltfinale in Monaco den sechsten Platz.
Bei den Leichtathletik-Weltmeisterschaften 2005 in Helsinki startete Geneti im 1500-Meter-Lauf, konnte sich jedoch nicht für das Finale qualifizieren. Den 3000-Meter-Lauf beim Leichtathletik-Weltfinale in Monaco beendete er in diesem Jahr auf dem neunten Rang. Bei den Crosslauf-Weltmeisterschaften 2007 in Mombasa belegte er den fünfzehnten Platz. Die Aufgabe seiner Landsleute Kenenisa Bekele und Abebe Dinkessa in diesem Rennen kostete ihn eine sicher geglaubte Medaille in der Mannschaftswertung.
2010 wurde Geneti Vierter beim Carlsbad 5000 und Sechzehnter beim Delhi-Halbmarathon. Im folgenden Jahr gewann er den Los-Angeles-Marathon und stellte trotz Wind und Regen einen neuen Streckenrekord auf. Seine Siegerzeit von 2:06:35 Stunden war das sechstschnellste Debüt eines Läufer über die Marathondistanz bisher. 2012 wurde er beim Dubai-Marathon in 2:04:54 Stunden Dritter.
Markos Geneti wohnt in Addis Abeba und wird von Haji Adillo trainiert. Er ist 1,83 m groß und wiegt 61 kg.

## Bestleistungen
- 1500 m: 3:33,83 min, 26. Juli 2005, Stockholm
- 3000 m: 7:38,11 min, 22. Mai 2005, Carson
  - Halle: 7:32,69 min, 17. Februar 2007, Birmingham
- 5000 m: 13:00,25 min, 1. Juli 2005, Saint-Denis
  - Halle: 13:18,25 min, 6. Februar 2010, Boston
- Halbmarathon: 1:02:02 h, 18. September 2011, Philadelphia
- Marathon: 2:04:54 h, 27. Januar 2012, Dubai